# Amblypomacentrus
Amblypomacentrus è un genere di pesci marini appartenenti alla famiglia Pomacentridae e alla sottofamiglia Pomacentrinae.

## Distribuzione e habitat
Sono diffusi nell'Indo-Pacifico tropicale centrale in acque indonesiane, filippine, vietnamite della Nuova Guinea, delle isole Salomone e di altre isole vicine.
Sono pesci strettamente costieri. Vivono nelle barriere coralline.

## Descrizione
Sono pesci di piccola taglia, inferiore ai 10 cm. 

## Biologia
Sembra che i giovanili si rifugino tra i tentacoli delle attinie come i più noti pesci pagliaccio.

## Tassonomia
Il genere comprende 3 specie:
- Amblypomacentrus breviceps
- Amblypomacentrus clarus
- Amblypomacentrus vietnamicus